# Telopea
- Commons
- Wikispecies

Telopea é um género botânico pertencente à família Proteaceae. É endémico da Austrália.